# Bracon hebetor
Bracon hebetor (синонім Habrobracon hebetor) — маленька (1,7-2,6 мм) комаха родини браконід. Личинкова стадія паразитує у гусеницях широкого кола лускокрилих.
Bracon hebetor використовується у біологічних методах боротьби із шкідниками: багатьма видами совок, листовійок, білана капустяного, вогнівками тощо.

## Життєвий цикл
B.hebetor широко розповсюджений в природі. Дорослі самки живуть приблизно 23 дні, за які вони встигають відкласти до 100-150 яєць. Паразитоїдна оса паралізує жертву,  проколюючи її покриви яйцекладом, після цього вона відкладає від одного до восьми яєць на поверхню тіла гусениці. Число паралізованих гусениць часто перевищує число заселених. Розвиток одного покоління триває 9-11 днів влітку або 12-18 днів навесні та восени, а в лабораторних умовах за температури 30 °C — тринадцять днів (від моменту відкладання яйця до появи дорослої особини)..
Зимують запліднені самки в згорнутих неопалих листках, під відсталою корою, в дуплах дерев. Для розвитку і дозрівання яєць їм необхідне додаткове харчування нектаром квіток і гемолімфою жертви. Комахи погано переносять холодні зими — більша частина їх гине.

## Використання в агробіології
Здатність личинок B.hebetor паразитувати в гусеницях лускокрилих використовується аграріями для боротьби з совками, листовійками, вогнівками тощо. Для цього комахи масово розводяться в штучних умовах в лабораторіях, після чого випускаються на поля.
При лабораторному вирощуванні комах, кормом для личинок слугують зазвичай гусениці різних видів вогнівок. Їх разом з габробраконом поміщають в скляні банки місткістю 3 л, дорослих паразитів підгодовують, збирають і використовують для випуску в поле. На 1000 заражених гусениць отримують 1200—1500 дорослих особин паразита. Отримані на біофабриці ємності з комахами розкладають на полі, зараженому шкідниками по діагоналі. Випущений паразит швидко розселяється на рослини, пристосовуючись до природних умов.
Застосування габробракона проти шкідливих совок на томатах в кількості 700—2000 особин на га дозволяє запобігти втратам врожаю при скасуванні 2-3 обробок інсектицидами. При цьому у разі використання біозахисту пошкоджується тільки 0,2-6,0% плодів, тоді як у випадку хімічного захисту — 2,8-11,0%.